# Abriendo puertas
Abriendo puertas è il sesto album discografico in studio da solista della cantante statunitense Gloria Estefan, pubblicato nel 1995. È il suo secondo disco in lingua spagnola.

## Tracce
Tutti i brani sono stati scritti da Kike Santander
1. Abriendo puertas - 3:52
2. Tres deseos - 3:32
3. Más allá - 5:22
4. Dulce amor - 3:44
5. Farolito - 4:40
6. Nuevo día - 3:36
7. La parranda - 4:20
8. Milagro - 3:38
9. Lejos de ti - 3:50
10. Felicidad - 5:20

## Classifiche
| Classifica (1995)            | Posizione raggiunta |
| ---------------------------- | ------------------- |
| Belgio (Fiandre)             | 24                  |
| Paesi Bassi                  | 17                  |
| Regno Unito                  | 24                  |
| Spagna                       | 1                   |
| Stati Uniti                  | 67                  |
| Stati Uniti Top Latin Albums | 2                   |
| Svizzera                     | 16                  |

## Premi
- Grammy Awards 1996 - miglior disco "tropical/salsa"